# Olmeda de Cobeta (kommunhuvudort)
Olmeda de Cobeta är en kommunhuvudort i Spanien.   Den ligger i provinsen Provincia de Guadalajara och regionen Kastilien-La Mancha, i den centrala delen av landet, 140 km öster om huvudstaden Madrid. Olmeda de Cobeta ligger 1 135 meter över havet och antalet invånare är 112.
Terrängen runt Olmeda de Cobeta är huvudsakligen kuperad, men den allra närmaste omgivningen är platt. Runt Olmeda de Cobeta är det mycket glesbefolkat, med 2 invånare per kvadratkilometer. Närmaste större samhälle är Corduente, 17,3 km öster om Olmeda de Cobeta. 